# Estero Bellavista (Tomé)
El arroyo Bellavista es un curso natural de agua que nace en la cordillera de la Costa y desemboca en el océano Pacífico después de atravesar la ciudad puerto de Tomé en lo que se conoce como la bahía de Concepción. 

## Caudal y régimen
Existe una estación pluviométrica para el río.: 89 

## Historia
Luis Risopatrón lo describe en su Diccionario Jeográfico de Chile: 77 
Bellavista (Estero) 36° 40' 72° 57'. De corto curso i caudal, corre hacia el NW i se vacia en la rada del Tomé; se aprovecha para mover molinos harineros i batanes de paños. 156; i riachuelo en 155, p. 72.